# Schloss Hochhaus

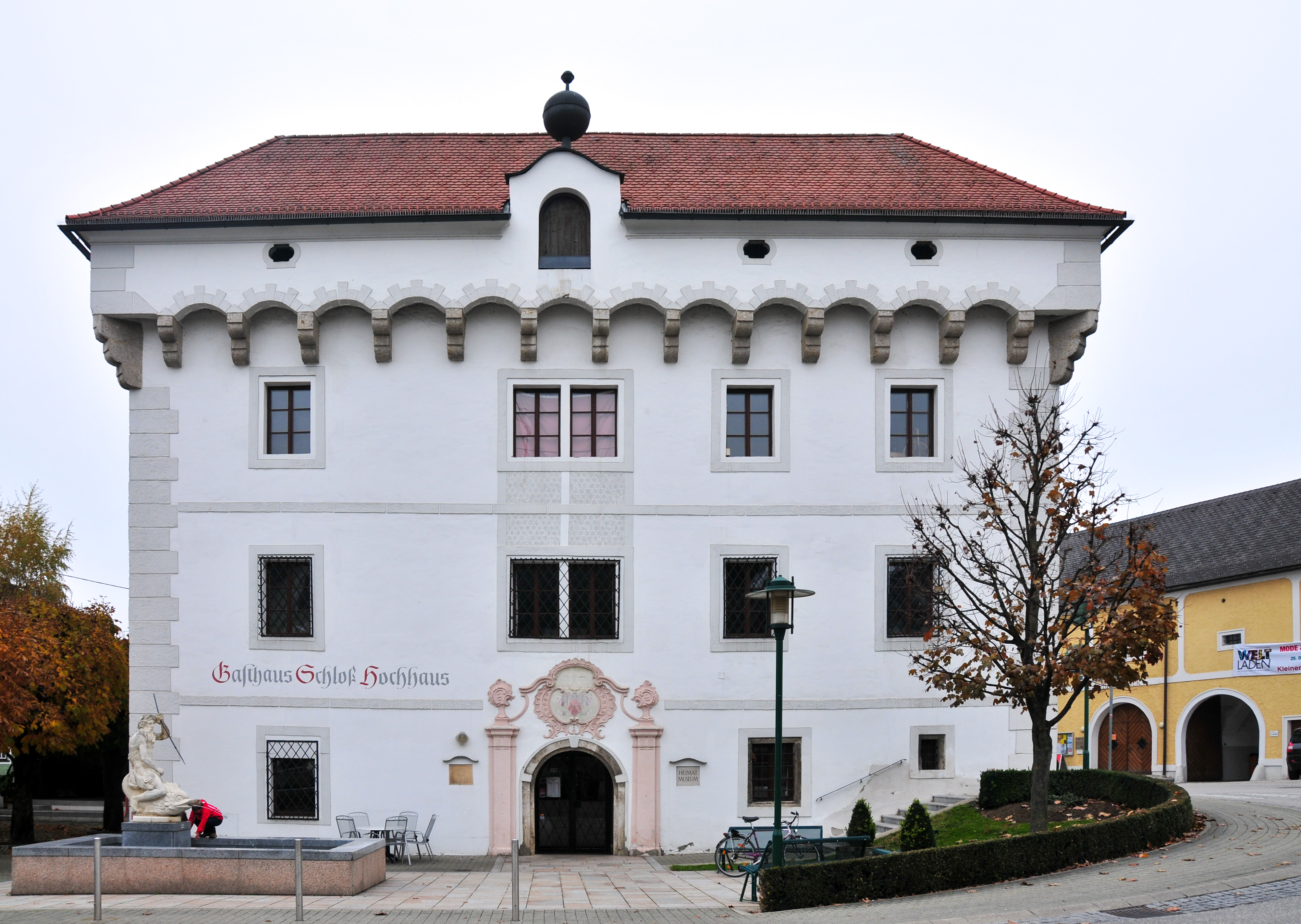
Schloss Hochhaus in Vorchdorf

Schloss Hochhaus liegt in der Gemeinde Vorchdorf im Bezirk Gmunden in Oberösterreich (Schlossplatz 1).

## Geschichte
Der Sitz zu Vorchdorf wurde zwischen 1454 und 1462 von Chunrat dem Vischpekch, Pfleger auf Eggenberg, erbaut. Die Vischpekch waren ursprünglich in Fischbach ansässig. 1532 wurde Johann Fernberger zu Eggenberg durch König Ferdinand I. mit Vorchdorf belehnt, der es von Leopold dem Vischpekch (vermutlich vor 1530) käuflich erworben hatte. Die Fernberger waren bis 1618 die Besitzer von Vorchdorf; in diesem Jahr wurde Vorchdorf an Gregor Händl, ständischer Einnehmer, verkauft. Von diesen gelangte der Besitz an Khemeter von Tribein, 1654 wurde es an den Landeshauptmann Graf Hanns Ludwig von Kuefstein verkauft. Dessen Sohn Graf Preißgott verkaufte das Schloss 1660 an das Stift Schlierbach. 1871 erwarb es die Gemeinde Vorchdorf.

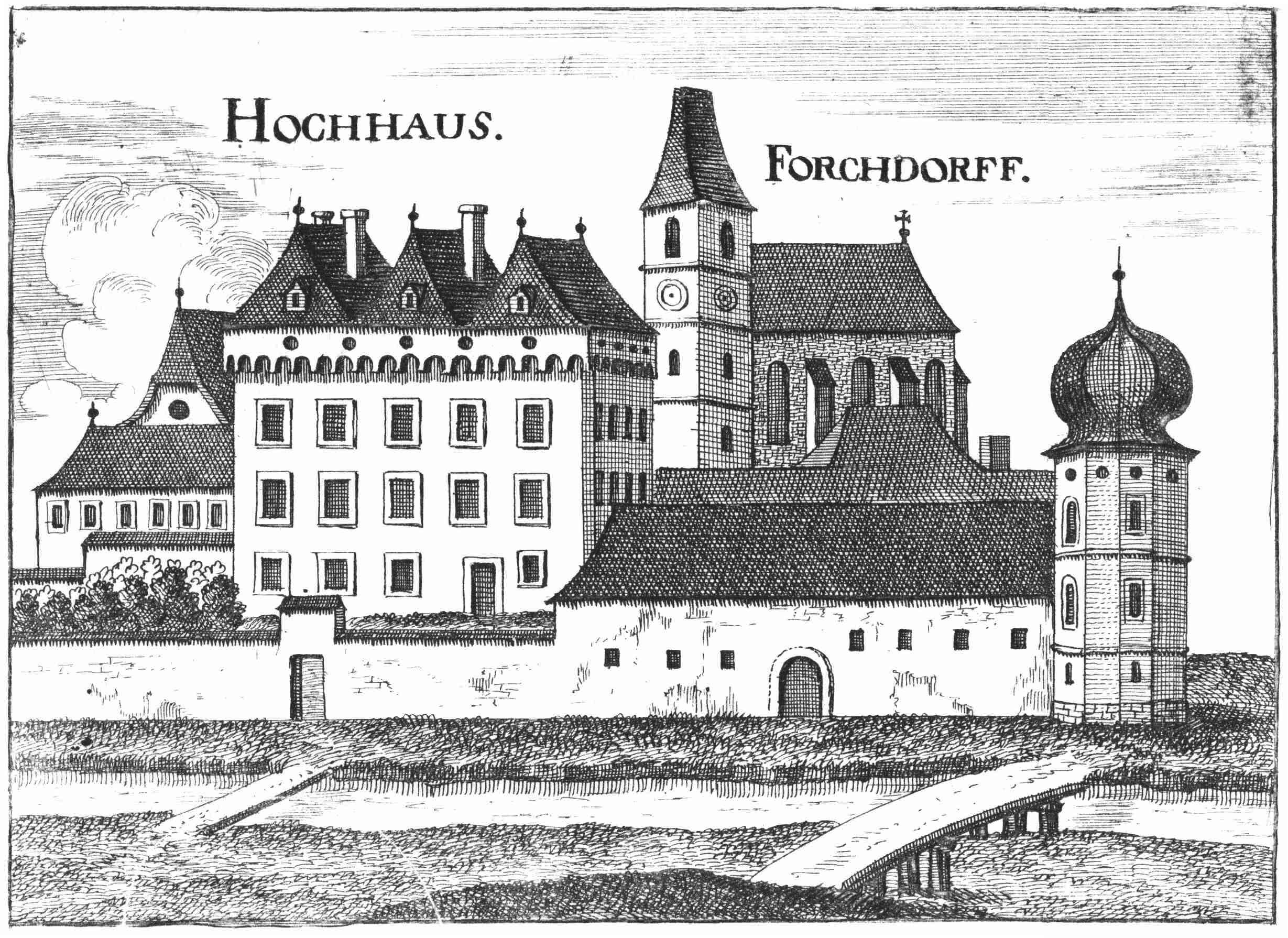
Schloss Vorchdorf nach einem Stich von Georg Matthäus Vischer

## Schloss Vorchdorf heute
Wie man auf dem Stich von Georg Matthäus Vischer von 1674 sehen kann, war das Schloss Vorchdorf ein dreigeschoßiger Bau, der von einem Grabendach bedeckt war. Unter dem Giebel des Schlosses zog sich schon damals ein wehrgangartiger Stichbogenfries. Das Schloss war von einer Mauer mit einem Eckturm und Zwiebeldach umgeben; in diese war auch der Meierhof eingebunden.
Im Vergleich zu früher hat sich vor allem die Eindachung geändert, indem die Giebelmauer mit dem Rundbogenfries (Maschikulis-Kranz) erhöht und mit einem Vierungsdach versehen wurde. Abgesehen davon, ist das Schlossgebäude im Wesentlichen noch der ursprüngliche Bau der Vischpekchen. Das Eingangsportal stammt aus der Rokokozeit in der Mitte des 18. Jahrhunderts. Der Meierhof und die umgebende Mauer sind allerdings heute verschwunden, sie wurden 1911 mitsamt dem ebenerdigen Dienertrakt abgebrochen. In dem noch bestehenden Mauerturm („Fischerturm“) ist das Heimatmuseum untergebracht.

Bilder
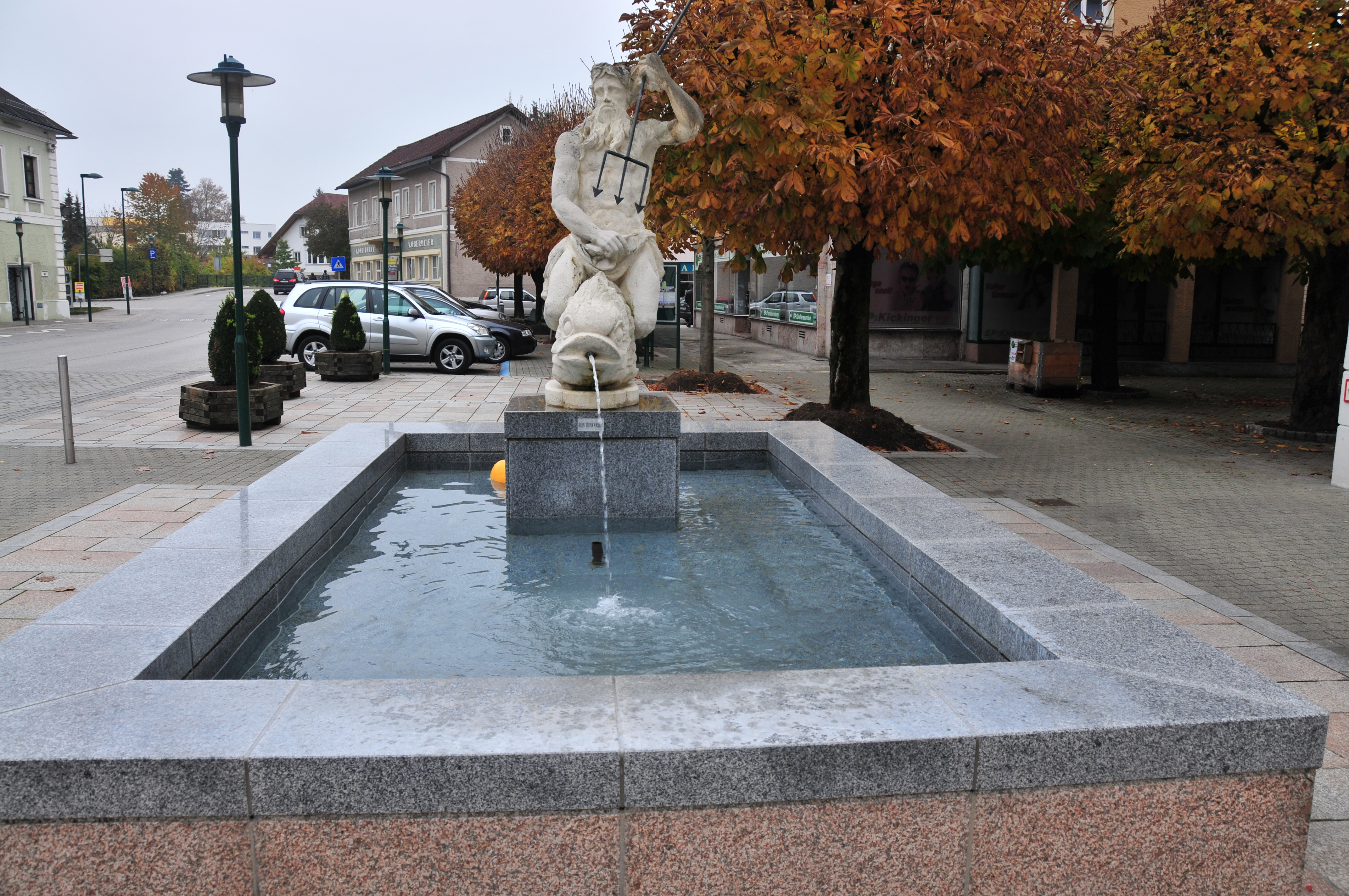
Neptunbrunnen vor dem Schloss Hochhaus
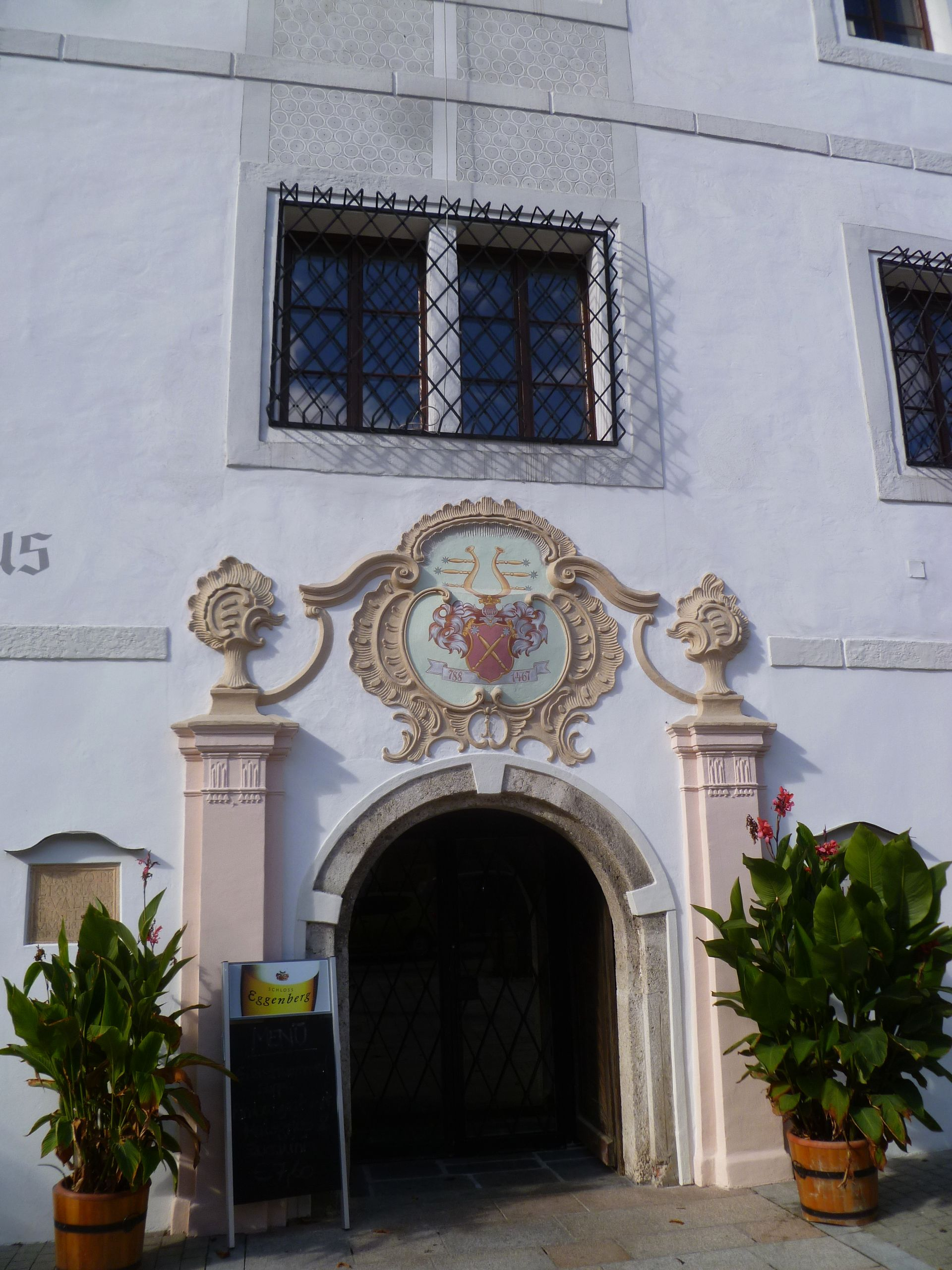
Eingangsportal zum Schloss Hochhaus
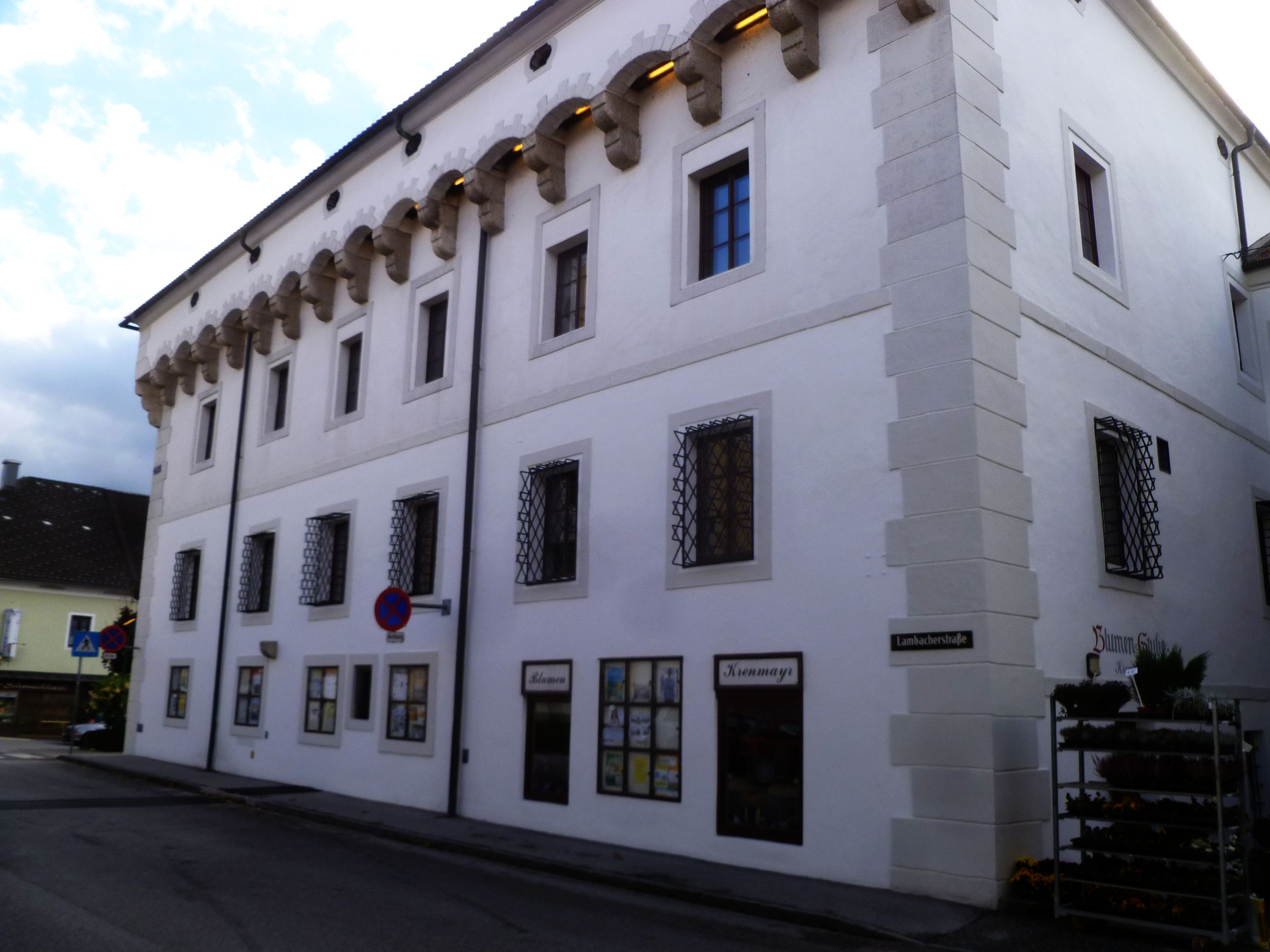
Schloss Hochhaus (Seitenansicht)
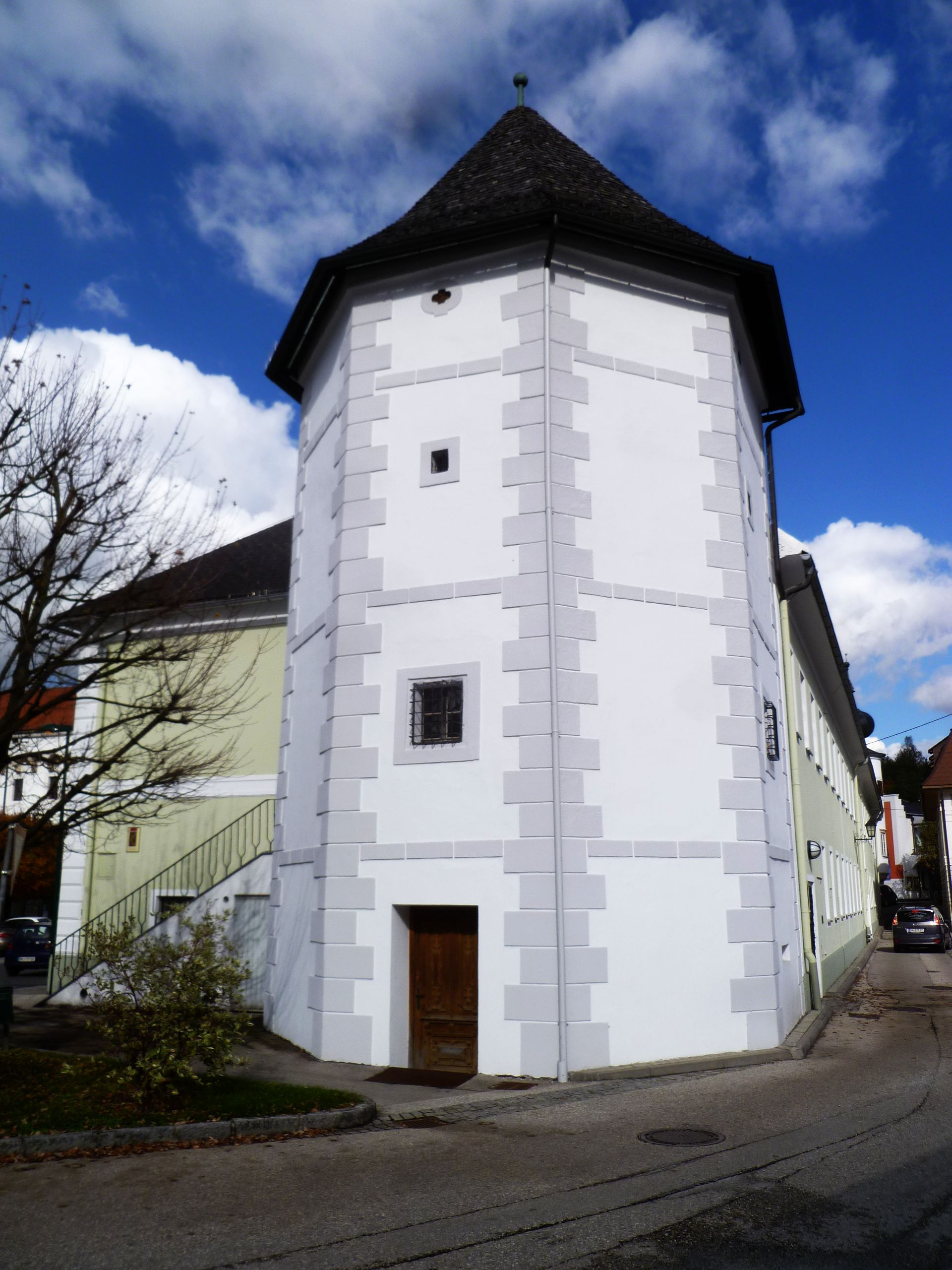
Turm von Schloss Hochhaus (Heimatmuseum)

Der Neptunbrunnen vor dem Schloss stammt vom Stift Schlierbach. 1962 wurde das Gebäude grundlegend saniert. In ihm wird seit 100 Jahren eine Gastwirtschaft betrieben. Erste Pächter waren Franz und Theresia Hörach (1891), Josef und Anna Hörtenhuber (1901–1910), Franz und Anna Eder, Karl Dickinger (1927), Franz und Maria Ziegelböck (1960); gegenwärtige Gastwirte sind Rudolf und Pauline Hillinger.